# Línea 29 (Avanza Zaragoza)
La línea 29 es una línea regular diurna de Avanza Zaragoza. Realiza el recorrido comprendido entre el Camino de las Torres y el barrio rural de San Gregorio en la ciudad de Zaragoza (España).
Tiene una frecuencia media de 10 minutos.

## Recorrido

### Sentido San Gregorio
Camino de la Torres, Concepción, Plaza San Miguel, Coso, Paseo Echegaray y Caballero, Avenida Pirineos, Valle de Broto, Salvador Allende, Avenida Academia General Militar, Carretera de Huesca, Jesús y María, Cristo Rey, Avenida San Gregorio

### Sentido Camino de las Torres
Avenida San Gregorio, Jesús y María, Camino los Molinos, Bernardo Ramazzini, Avenida Academia General Militar, Salvador Allende, Valle de Broto, Avenida Pirineos, Paseo Echegaray y Caballero, Don Jaime I, Coso, Plaza San Miguel, Miguel Servet, Camino de las Torres

## Autobuses Asignados
Esta línea suele tener asignados estos modelos de autobús: Volvo 7900 hybrid y Mercedes O- 530 Evobus Citaro 

## Historia
La línea 29 es una de las más viejas de la ciudad, que se creó para sustituir a la línea de tranvía 10 Línea 10 (Los Tranvías de Zaragoza)
A lo largo de su historia ha tenido los siguientes recorridos:
-PLAZA DEL PILAR- ACADEMIA 
-ACADEMIA-HOSPITAL CLÍNICO
-SAN GREGORIO- HOSPITAL CLÍNICO
-SAN GREGORIO- CAMINO DE LAS TORRES
Llegó a existir una línea llamada 29C que hacía el recorrido que hace actualmente Línea 29C (TUZSA)